# Ellobius
Ellobius és un gènere de rosegadors de la família dels cricètids. Les espècies d'aquest grup són oriündes de l'oest i el centre d'Àsia. Passen gran part del temps sota terra. Tenen una llargada de cap a gropa de 10–15 cm i una cua d'entre 5 mm i 2 cm. El pelatge dorsal és marró o gris, mentre que el ventral és gris o blanc. Es caracteritzen per les seves dents incisives grosses. El nom genèric Ellobius deriva d'ἐλλόβιον, que en grec significa ‘arracada’.